# Marumo no Okite
Marumo no Okite (マルモのおきて) est une série télévisée japonaise en onze épisodes de 54 minutes, diffusée du 24 avril au 3 juillet 2011 sur Fuji TV. Elle est suivie de deux spéciaux de deux heures, diffusés le 9 octobre 2011 et le 28 septembre 2014.
Le premier épisode en a été prolongé de 20 minutes. Il met en vedette Sadao Abe (en), et les enfants-acteurs Mana Ashida et Fuku Suzuki qui interprètent la chanson thème de la série, classée 2e à l'Oricon.

## Distribution
- Sadao Abe (en) : Mamoru Takagi (38 ans)
- Mana Ashida : Kaoru Sasakura (6 ans)
- Fuku Suzuki : Tomoki Sasakura (6 ans)

## Générique
- 25 mai 2011 : Maru Maru Mori Mori! (en) (マル・マル・モリ・モリ!?), par le duo "Kaoru to Tomoki, Tamani Mook" (Ashida et Suzuki)